# Weaver Point
Der Weaver Point ist eine Landspitze am nördlichen Ende der Renaud-Insel im Archipel der Biscoe-Inseln vor der Westküste des Grahamlands auf der Antarktischen Halbinsel. Sie liegt 3,5 km westlich des Tula Point.
Erstmals verzeichnet ist sie auf einer argentinischen Landkarte aus dem Jahr 1957. Das UK Antarctic Place-Names Committee benannte sie 1959 nach dem US-amerikanischen Geographen John Carrier Weaver (1915–1995), Autor des Ice Atlas of the Northern Hemisphere von 1946.